# Хуншуйхэ
Хуншуйхэ (кит. 红水河) — река в южном Китае. Начинается в уезде Ванмо Цяньсинань-Буи-Мяоского автономного округа провинции Гуйчжоу от слияния рек Наньпаньцзян и Бэйпаньцзян, и в уезде Сянчжоу, что в Лайбине Гуанси-Чжуанского автономного района, сливается с рекой Люцзян, образуя реку Цяньцзян. Длина реки — 638 км.
| Название           | Каскад | Начало строительства | Мегаватт | Высота  | Грузоподъёмность судов    |
| ------------------ | ------ | -------------------- | -------- | ------- | ------------------------- |
| Плотина Дахуа      | -      | 1975                 | 600 MW   | 83.28 м |                           |
| Плотина Яньтань    | 5-й    | 1984                 | 1210 MW  | 110 м   | 250 тонн, подъёмщик судов |
| Плотина Байлунтань |        | -                    | 192 MW   | -       | 250 тонн, шлюз            |
| Плотина Пинбань    | 3-й    |                      |          |         |                           |
| Плотина Сицзин     | 1-й    | 1958                 | -        | -       | 1000 тонн, шлюз           |
| Плотина Лунтань    | =      | 2009                 | 4,900 MW | 192 м   | 300 тонн                  |